# De beiden Künigeskinner

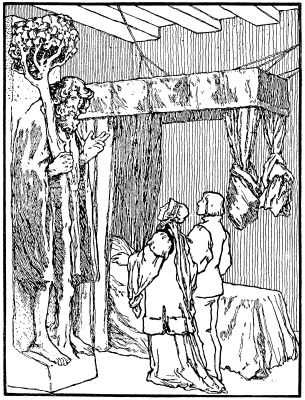
Illustration von Otto Ubbelohde, 1909

De beiden Künigeskinner ist ein Märchen (ATU 313). Es steht in den Kinder- und Hausmärchen der Brüder Grimm an Stelle 113 (KHM 113) auf Niederdeutsch. In der 1. Auflage lautete der Titel Die beiden Künnigeskinner, in der 2. Auflage De beiden Künnigeskinner.

## Inhalt

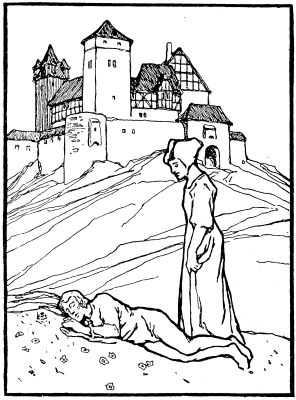
Illustration von Otto Ubbelohde, 1909

Ein 16-jähriger Prinz, der den Zeichen nach in diesem Alter durch einen Hirsch sterben soll, sieht einen solchen auf der Jagd, trifft ihn aber nicht. Vor dem Wald ist es ein großer Mann, der sagt, er habe ihn lange gesucht, ihn mit auf sein Schloss nimmt, mit ihm isst und ihm Aufgaben stellt. Erst muss er je eine Nacht bei seinen drei Töchtern wachen und sein stündliches Rufen beantworten. Dafür verspricht er ihm die älteste Tochter, misslingt es aber, muss er sterben. Aber sie lassen einen Steinmann für ihn antworten, damit er schlafen kann. Dann muss er einen Wald abholzen, einen See säubern, einen Berg von Dornbüschen befreien und ein Schloss darauf bauen. Das gläserne Werkzeug hält nicht, doch die jüngste Tochter laust ihn nach dem Essen, bis er schläft, und lässt Erdmännchen die Arbeit tun. Als er sie immer noch nicht kriegt, läuft er nachts mit ihr fort. Sie sieht den Vater nachkommen und macht sie beide zu Dornbusch und Rose, woran der Vater sich sticht und heimgeht. Seine Frau schickt ihn die Rose abbrechen, doch sie werden Kirche und Pastor, der predigt. Der Vater hört zu und geht heim. Da kommt die Frau selbst und säuft den See mit Fisch aus, in den die Tochter sie beide verwandelt, muss es aber wieder ausspucken und gibt ihr drei Walnüsse mit. Der Prinz lässt seine Braut in einem Dorf warten, um sie mit Kutschen abholen zu lassen, doch auf einen Kuss seiner Mutter hin vergisst er sie. Sie sucht sich Arbeit, und die Mutter ihm eine Frau. Als sie getraut werden sollen, stellt sich die Königstochter im Kleid aus einer der Nüsse daneben, das sie nur für eine Nacht vor seiner Tür hergibt. Doch nur die Diener hören ihr Rufen. Das zweite Mal geben sie ihm statt des befohlenen Schlaf- einen Wachtrunk. Doch die Mutter hat die Tür versperrt. Er wartet bis morgens, entschuldigt sich, und sie nimmt das Kleid aus der dritten Nuss zur Hochzeit.

## Herkunft

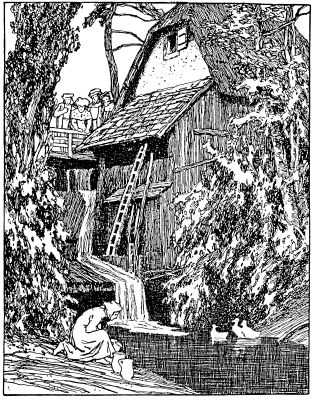
Illustration von Otto Ubbelohde, 1909

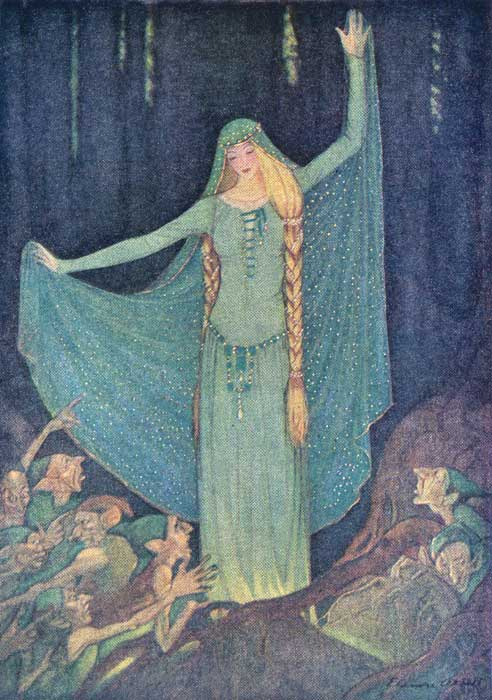
Illustration von Elenore Abbott, 1920

Das Märchen steht in den Kinder- und Hausmärchen ab dem zweiten Teil der 1. Auflage (1815, da Nr. 27) als Nr. 113, laut Anmerkung „aus dem Paderbörnischen“ (von Ludowine von Haxthausen). Grimms vergleichen KHM 51 Fundevogel, KHM 56 Der Liebste Roland und KHM 88 Das singende springende Löweneckerchen wegen magischer Flucht und Vergessen sowie bei Madame d’Aulnoy Nr. 8, „altd. Wälder 1. Heft 4“ und ein ungarisches Märchen von der gläsernen Hacke. Der Ausdruck „Arweggers herut“ (Arbeiter heraus) im Text erinnert sie an den Zwergennamen Aurvagur aus der Edda und arvakur („der Frühwachende“, Pferdename aus der Sigurdreise) und englisch „earwig“ (Ohrwürmchen).
Schon Ludowine von Haxthausen bemerkte: „Ich weiß nicht, ob dieses lange Märchen vielleicht dasselbe mit dem im Märchenbuch No. 70 der Okerlo ist.“ Die Nachtwachen sind wohl die Tobias-Nächte, der Steinmann vielleicht ein Phallussymbol. Der Schlusssatz „Un we dat lest vertellt het, den is de Mund noch wärm“ ähnelt KHM 27 Die Bremer Stadtmusikanten und einer ebenfalls von Haxthausen eingeschickten Parallele zu KHM 65 Allerleirauh. Zum steinernen Christophorus vgl. die Redensart „einen Christoffel haben, der einen über das Wasser trägt“ (einen Gönner haben).
Vgl. KHM 186 Die wahre Braut, KHM 193 Der Trommler, in Ludwig Bechsteins Deutsches Märchenbuch von 1845 Die drei Nüsse, in Giambattista Basiles Pentameron II,7 Die Taube, III,9 Rosella, V,3 Pinto Smauto.